# Онопрієновка
Онопріє́новка (рос. Оноприеновка) — село у складі Кувандицького міського округу Оренбурзької області, Росія.

## Населення
Населення — 453 особи (2010; 588 у 2002).
Національний склад (станом на 2002 рік):
- росіяни — 42 %
- башкири — 36 %